# 三氢化镤
三氢化镤是一种无机化合物，化学式为PaH3，它与UH3同构，可由金属镤和氢气在250 °C、600 mmHg下反应制得。理论计算表明它在高压下可以形成含更多氢的化合物PaHn（n=4, 5, 8, 9）。
三氢化镤对湿气和氧敏感。